# Sanders-Nunatak
Der Sanders-Nunatak ist ein 850 m hoher und markanter Nunatak im ostantarktischen Viktorialand. In der Asgard Range ragt er südlich des Noxon-Kliff aus den Eismassen des oberen Abschnitts des Commonwealth-Gletschers auf.
Das Advisory Committee on Antarctic Names benannte ihn 1997 nach Ryan Sanders von der National Oceanic and Atmospheric Administration, Mitglied des Forschungsprogramms National Ozone Expedition auf der McMurdo-Station in den Jahren 1986 und 1987 sowie leitender Wissenschaftler in den Jahren 1991, 1992, 1994 und 1996.